# Neoxabea brevipes
Neoxabea brevipes är en insektsart som beskrevs av Rehn, J.A.G. 1913. Neoxabea brevipes ingår i släktet Neoxabea och familjen syrsor. Inga underarter finns listade i Catalogue of Life.